# Buona fortuna (programma televisivo)
Buona fortuna è stato un programma televisivo italiano, di Michele Guardì, in onda al sabato alle 18.30 su Rai 1, di cui sono state realizzate due edizioni tra il 1988 e il 1989.

## Prima edizione
Trasmessa nel febbraio del 1988 e condotta da Elisabetta Gardini, era incentrata nella scoperta di nuovi talenti, con sfide fra varie tipologie di artisti, cantanti, cabarettisti, giocolieri, imitatori. La finalissima vinta dall'imitatore Pierluigi Oddi si è tenuta il 2 luglio dello stesso anno alle 21 in diretta su Raiuno, dal Teatro delle Vittorie.

## Seconda edizione
La seconda edizione è del 1989, condotta da Claudio Lippi e dal vincitore dell'edizione precedente, l'imitatore Pierluigi Oddi. Ad esibirsi, questa volta dal Teatro delle Vittorie, sono persone qualunque dotate di abilità particolari.